# Minsk-akkoorden

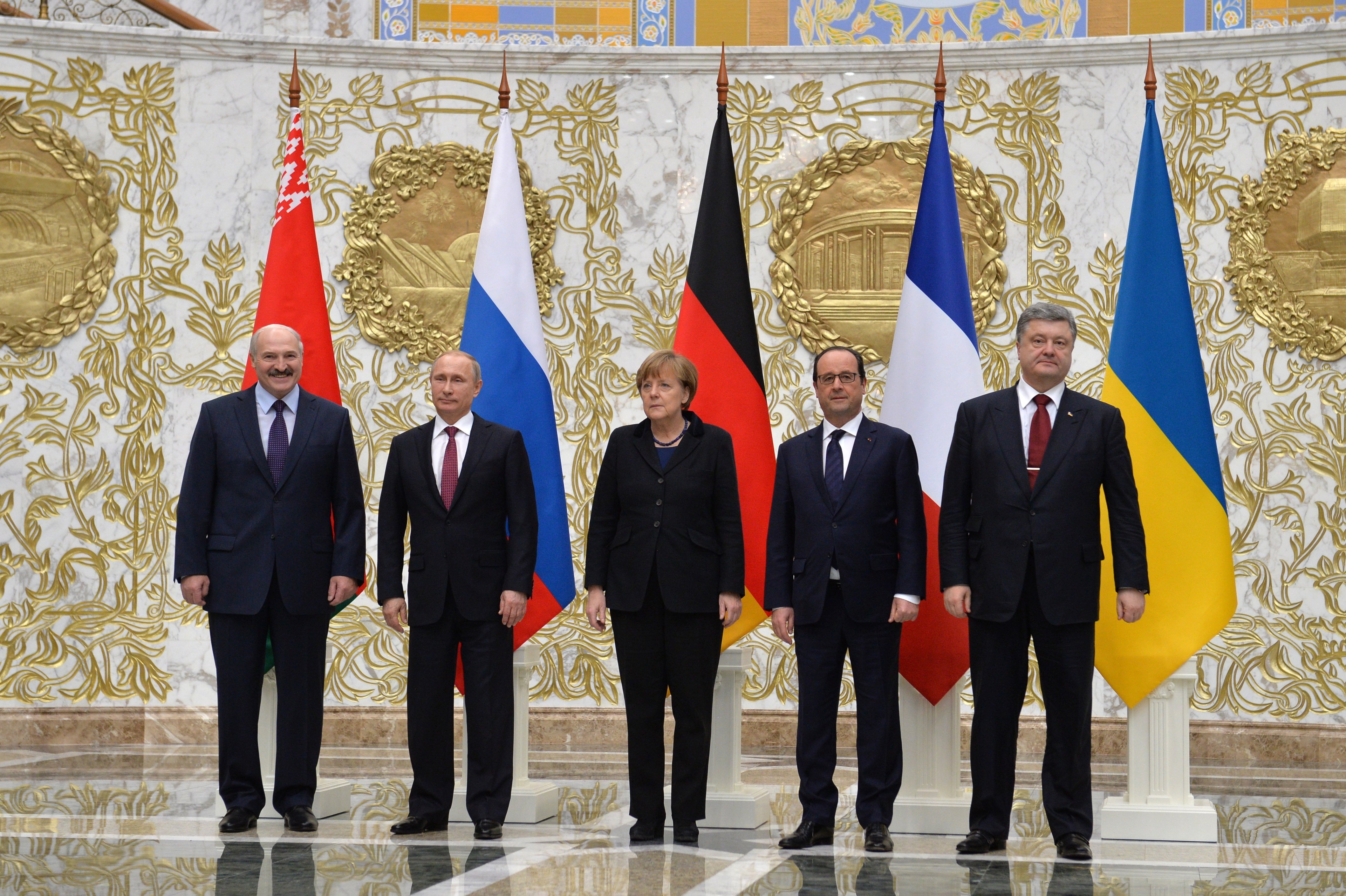
De leiders van Wit-Rusland, Rusland, Duitsland, Frankrijk en Oekraïne op de vergadering op 11 en 12 februari 2015 in Minsk, Wit-Rusland

De Minsk-akkoorden waren een aantal overeenkomsten met als doel een einde te maken aan de onrust in de Oekraïense oblasten Loehansk en Donetsk. Op 5 september 2014 werd in Minsk, Wit-Rusland, onder internationale druk, een staakt-het-vuren afgesproken in het Akkoord van Minsk ('Minsk I'). Aan beide kanten werd het bestand echter regelmatig geschonden. Een nieuwe overeenkomst, 'Minsk II', kwam op 12 februari 2015 tot stand.

## Aanleiding
De belangrijkste aanleidingen waren de maandenlange Euromaidan-protesten en de daaropvolgende Revolutie van de Waardigheid in Oekraïne, die in februari 2014 resulteerden in de vlucht van de toenmalige president Viktor Janoekovytsj uit Kiev.
De nieuwe interim-regering zocht toenadering tot Europa. Rusland bezette de Krim en Donbas met FSB troepen en officieren uit het leger. Pro-Russische separatisten in het oosten van Oekraïne riepen op 11 mei 2014 onder gezag van Moskou de volksrepubliek Donetsk en de volksrepubliek Loegansk uit die zich verenigden als Nieuw-Rusland. In de regio Donbass, in het oosten van Oekraïne, kwam het vervolgens tot een gewapende strijd tussen het Oekraïense leger en door Rusland gesteunde separatisten en Russische reguliere eenheden.

## Minsk I
Op 5 september 2014 werd een vredesverdrag ondertekend door Oekraïne, Rusland en de separatisten. De ondertekenaars van 'Minsk I' waren de Russische ambassadeur in Oekraïne Mikhail Zurabov namens Rusland, de voormalige president van Oekraïne Leonid Koetsjma, de Zwitserse diplomate Heidi Tagliavini namens de Organisatie voor Veiligheid en Samenwerking in Europa (OVSE) en  Aleksandr Zachartsjenko en Igor Plotnitsky als vertegenwoordigers van de opstandelingen in de Oekraïense regio's Loehansk en Donetsk.

## Minsk II
In januari 2015 braken nieuwe gevechten uit. Er kwam een nieuw akkoord, Minsk II, waarbij ook de Duitse bondskanselier Angela Merkel en de Franse president François Hollande waren betrokken.
Het akkoord Minsk II omvatte de volgende hoofdpunten:
Staakt-het-vuren en terugtrekking van zware wapensOp 15 februari 2015 om middernacht moeten de gevechten stoppen. Het Oekraïense leger en de pro-Russische separatisten moeten binnen twee dagen beginnen met het creëren van een bufferzone: 50 kilometer afstand tussen de artillerie- en 100 millimeter kaliber wapens, 70 kilometer tussen de raketsystemen en 140 kilometer tussen de zwaarste wapens. Hierbij gelden de grenzen zoals bepaald op 19 september 2014 (Minsk I). Dit alles moet binnen twee weken gerealiseerd zijn.
Het controleren van het terugtrekken van wapensMet behulp van alle benodigde instrumenten zoals satelliet- en radarbeelden zal de OVSE toezien op bovenstaande afspraken.
Dialoog tussen de strijdende partijenTegelijkertijd met de terugtrekking van de zware wapens, moeten de strijdende partijen de dialoog aangaan. De belangrijkste punten die besproken moeten worden zijn het tijdelijke zelfbestuur en de politieke toekomst van de oblasten Donetsk en Loehansk. De pro-Russische separatisten willen van de Oekraïense regering meer macht voor de eigen regio. Hiervoor is een verandering van de grondwet nodig. Pas na deze wijziging zullen er lokale verkiezingen plaats vinden.
Vrijlating van gevangenen en amnestie voor alle (oorlogs)misdadigersBinnen vijf dagen na de terugtrekking van de wapens moeten de partijen alle gevangenen vrijlaten en er zullen geen strafbare feiten, begaan tijdens het conflict in Oost-Oekraïne, worden vervolgd.
Terugtrekking van alle buitenlandse militairen en herstel van de controleAlle buitenlandse militairen (uit met name Rusland) zullen worden ontwapend en moeten het Oekraïense grondgebied verlaten. De Oekraïense regering krijgt opnieuw controle over het hele land, inclusief het gebied dat nu in handen is van de pro-Russische separatisten. Dit herstel zal beginnen op de eerste dag na de lokale verkiezingen en voltooid zijn tegen het einde van 2015.
Humanitaire hulp en herstel van de sociale en economische structuurInternationale hulporganisaties zullen er op toezien dat alle slachtoffers van het conflict humanitaire hulp krijgen. De Oekraïense regering is verantwoordelijk voor het herstellen van de sociale en economische structuur in de gebieden. Dit betreft o.a. het betalen van de pensioenen en het weer opstarten van de bankensector in deze regio's.

## Nasleep
De gevechten namen als gevolg van het akkoord sterk af, maar enkele dagen na de ondertekening veroverden de separatisten nog wel de stad Debaltsevo. Er heeft een uitwisseling van gevangenen plaatsgevonden. Oekraïne beschuldigde Rusland ervan dat het zijn soldaten niet uit het gebied had teruggetrokken; Rusland bleef de separatisten van wapens voorzien. Oekraïne en de separatisten beschuldigden elkaar van schendingen van het verdrag. Van de politieke afspraken uit het akkoord is nooit iets terechtgekomen.
De twee republieken werden door geen enkel land erkend totdat de Russische president Poetin op 21 februari 2022 uit het verdrag trad door te verklaren dat Rusland de onafhankelijkheid erkent van de zelfverklaarde Oost-Oekraïense republieken Donetsk en Loehansk, inclusief hun claims op het gehele grondgebied van respectievelijk oblast Donetsk en oblast Loehansk. Op 24 februari 2022 escaleerde de situatie verder en om drie uur 's nachts (CET) kondigde Poetin een 'speciale militaire operatie' aan en volgde een Russische invasie van Oekraïne.